# Edgar Tinel

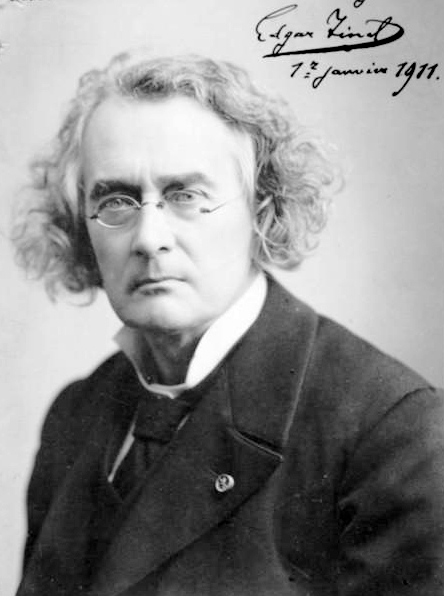
Edgar Tinel

Edgar Pierre Joseph Tinel, född 27 mars 1854 i Sinaai vid Sint-Niklaas, död 28 oktober 1912 i Bryssel, var en belgisk tonsättare.
Tinel utbildades från sitt tionde år vid Bryssels musikkonservatorium, där han till lärare hade Louis Brassin, François-Auguste Gevaert och Hubert Ferdinand Kufferath samt 1877 erhöll första priset för sin kantat De klokke Roeland (Stormklockan i Gent). Han blev 1882 direktör för kyrkomusikskolan i Mecheln, som han utvecklade till en mönsteranstalt, 1889 därjämte inspektör över de statsunderstödda musikskolorna samt 1896 professor i komposition vid Brysselkonservatoriet, vars föreståndare han blev 1909.
Tinel ansågs som Belgiens främste tonsättare på sin tid; han utmärkte sig särskilt i formuppbyggnad och polyfon tonsats. Åt Johann Sebastian Bachs musik ägnade han verklig dyrkan och påverkades i övrigt mest av Felix Mendelssohn och Robert Schumann. 
Tinels förnämsta verk är det av romersk-katolsk trosvärme burna oratoriet Franciscus (1888, introducerat i Stockholm 1907) med partier som helgonets armods- och solsånger, sorgmarschen samt tröste- och triumfkörerna i slutet. Andra arbeten av Tinel är kantaterna Kollebloemen ("Vallmoblommorna", utförd i Stockholm 1900) och De drie ridders, musikdramat Godoleva (1897) och andliga operan Katharina (1909), mellanaktsmusik till Pierre Corneilles "Polyeucte", en femstämmig mässa, ett Te Deum, motetter, advents- och Mariasånger samt orgel- och pianostycken. Han författade skriften Le chant grégorien (1890).